# Liste der Kulturdenkmale in Udestedt
In der Liste der Kulturdenkmale in Udestedt sind alle Kulturdenkmale der thüringischen Gemeinde Udestedt (Landkreis Sömmerda) und ihrer Ortsteile aufgelistet (Stand: 2006).

## Legende
- Bild: zeigt ein Bild des Kulturdenkmals und gegebenenfalls einen Link zu weiteren Fotos des Kulturdenkmals im Medienarchiv Wikimedia Commons
- Bezeichnung: Name, Bezeichnung oder die Art des Kulturdenkmals
- Lage: Wenn vorhanden Straßenname und Hausnummer des Kulturdenkmals; Grundsortierung der Liste erfolgt nach dieser Adresse. Der Link Karte führt zu verschiedenen Kartendarstellungen und nennt die Koordinaten des Kulturdenkmals.
 Kartenansicht, um Koordinaten zu setzen – in dieser Kartenansicht sind Kulturdenkmale ohne Koordinaten mit einem roten bzw. orangen Marker dargestellt und können in der Karte gesetzt werden. Kulturdenkmale ohne Bild sind mit einem blauen bzw. roten Marker gekennzeichnet, Kulturdenkmale mit Bild mit einem grünen bzw. orangen Marker.
- Datierung: gibt das Jahr der Fertigstellung beziehungsweise das Datum der Erstnennung oder den Zeitraum der Errichtung an
- Beschreibung: bauliche und geschichtliche Einzelheiten des Kulturdenkmals, vorzugsweise die Denkmaleigenschaften
- ID: Die ID identifiziert das Kulturdenkmal eindeutig. In Thüringen sind aktuell keine IDs veröffentlicht. In der ID-Spalte kann sich auch folgendes Icon  befinden, dies führt zu Angaben zu diesem Kulturdenkmal bei Wikidata.

## Einzeldenkmale
| Bild                           | Bezeichnung | Lage                       | Datierung | Beschreibung | ID |
| ------------------------------ | --- | -------------------------- | --------- | ------------ | -- |
| weitere Bilder Fotos hochladen | St.-Kilian-Kirche mit Ausstattung und Friedhof mit historischen Grabsteinen, u. a. Gedenkstein für zwei unbekannte KZ-Häftlinge | Kirchgasse (Karte)         |           |              |    |
| weitere Bilder Fotos hochladen | Barkhäuser Warte | (Karte)                    |           |              |    |
| Fotos hochladen                | Hofanlage | Goethestraße 13 (Karte)    |           |              |    |
| Fotos hochladen                | Hofanlage | Goethestraße 26 (Karte)    |           |              |    |
| Fotos hochladen                | Hofanlage | Herrngasse 4 (Karte)       |           |              |    |
| Fotos hochladen                | ehemalige Mühle | Karl-Marx-Str. 10 (Karte)  |           |              |    |
| Fotos hochladen                | Schule | Schulplatz 3 (Karte)       |           |              |    |
| Fotos hochladen                | ehemaliges Kantoratsgebäude | Schulplatz 5 (Karte)       |           |              |    |
| Fotos hochladen                | Pfarrhaus | Schulplatz 7 (Karte)       |           |              |    |
| Fotos hochladen                | Grenzstein von 1682 (Sieht aus wie 1687, der Zeichner hat den Unterstrich der 2 vergessen)                                      | Schulplatz (Karte)         |           |              |    |
| Fotos hochladen                | ehemaliger Schwarzburgischer Freisiedelhof mit Gedenktafel von 1768                                                             | Vor dem Obertore 5 (Karte) |           |              |    |

## Quelle
- Landkreis Sömmerda. (Memento vom 1. Februar 2017 im Internet Archive; PDF; 160 kB) landkreis-soemmerda.de, Auszug aus dem Denkmalbuch des Landes Thüringen